# 日本における養蚕

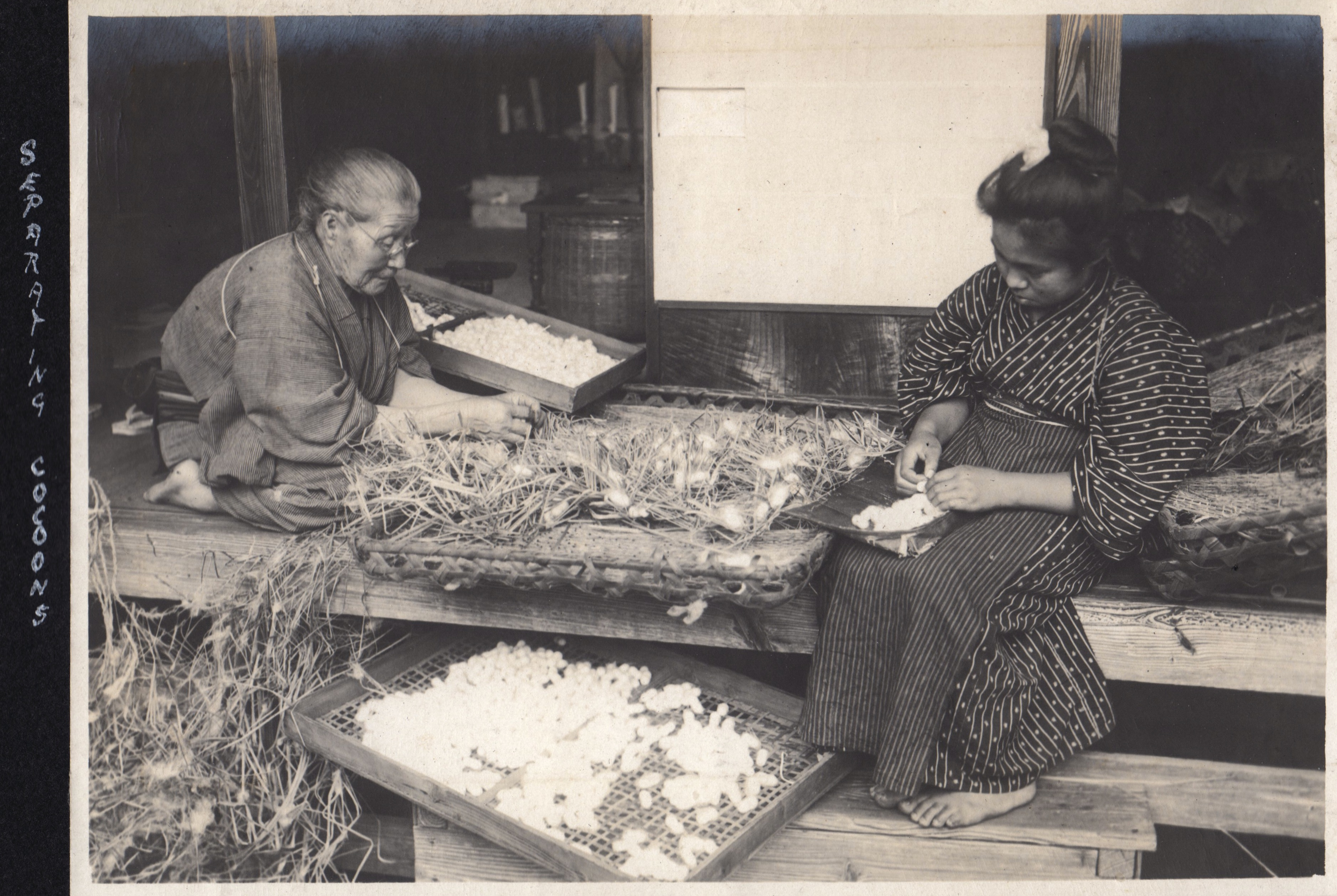
繭を分ける女性（大正時代）

日本における養蚕（にほんにおけるようさん）では、日本での養蚕の歴史と文化について述べる。

## 歴史
養蚕の起源は中国とされ、日本へは弥生時代頃に伝えられたとされる。「魏志倭人伝」には桑の栽培から、養蚕、製糸、機織に関する記述がみられる。
日本各地に養蚕が広まるのは7世紀から8世紀とされている。8世紀頃には租庸調の調を絹で納める国（武蔵国など）があった。絹織物は遣唐使などの交易においても交換材となった。鎌倉時代に入ると幕府が御成敗式目で「桑代」として養蚕に課税を行っている。また、交易の場所となる鎌倉七座の一座として絹座が設けられた。
しかし、本格的な養蚕の開始はさらに時代が下り江戸時代からとされ、江戸後期の養蚕書として享和2年（1802年）に出版された上垣守国著『養蚕秘録』が知られる。同書はシーボルトによって持ち出され『Yo-san-fi-rok』として翻訳出版されている

### 近世

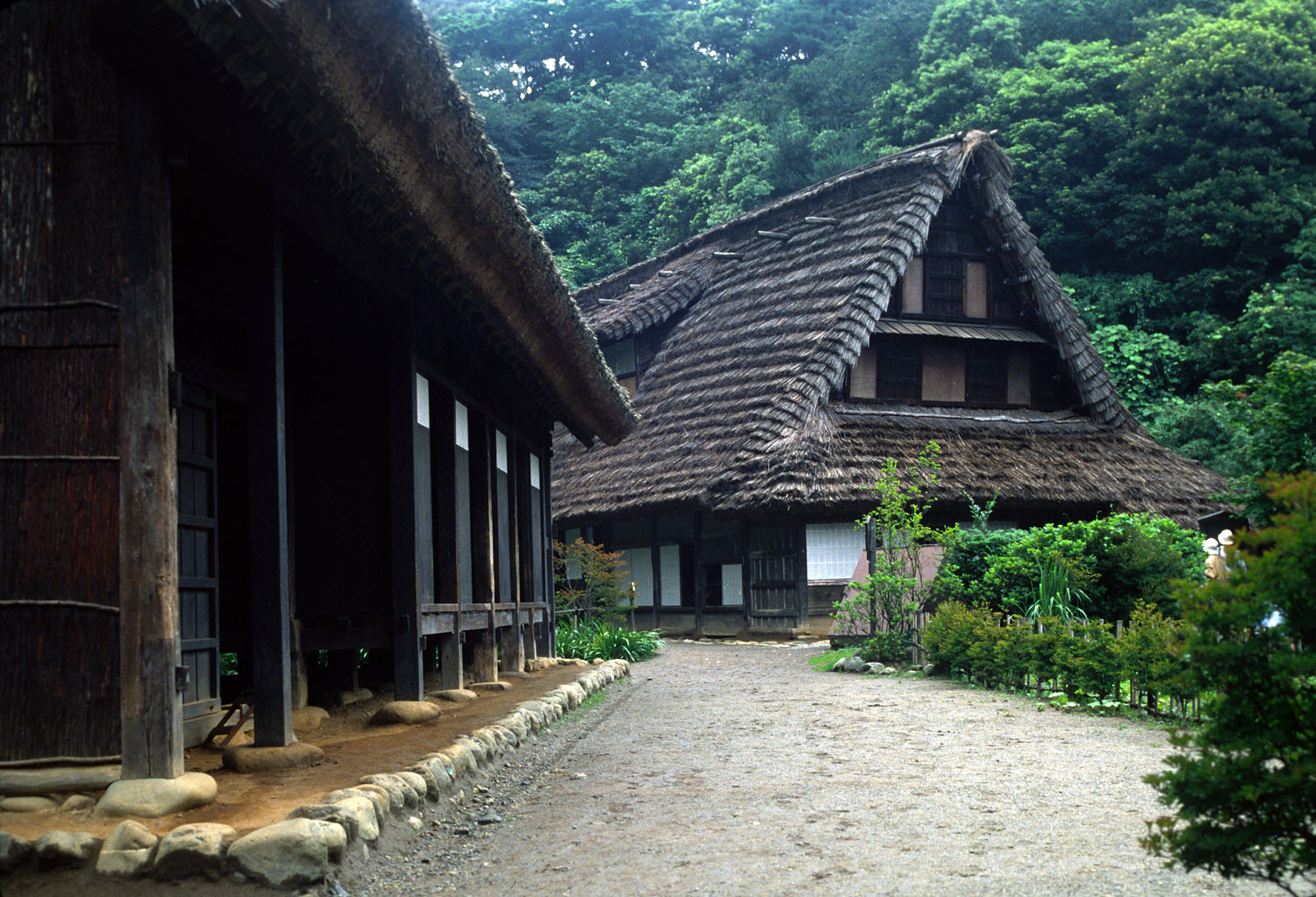
越中五箇山の合掌造りの民家。一階に家族が住まい、2階以上の階は蚕室として使用された。（川崎市多摩区生田緑地『日本民家園』）

江戸時代になると武士や町人が衣料として絹織物を身に着けるようになり需要は高まったが、江戸初期まで高級織物の生糸は輸入に頼っていた。白糸の輸入量は慶長以降増え続け、寛文年間には年間輸入量が20万斤に達して最多額を占める輸入貨財となった。この額は江戸幕府の財政を脅かす規模だったため、幕府は貞享2年（1685年）に白糸の輸入量を3分の1まで大幅に制限し、元禄10年（1697年）以降は西陣の生糸不足分を国産糸（和糸）の増産で当てる方針を打ち出した。この和糸使用の奨励政策は元禄期前後に始まった絹織物需要の激増と相まって、幕府の糸割符が中止になるほど生糸の生産量を高め、西陣や桐生などの絹織物の生産地周辺だけにとどまらず、各藩の保護奨励政策によって日本各地でさらに促進された。
太閤検地以降の近世封建社会の経済的基礎は、水田農業を主軸とする生産物地代徴収制で米や麦、大豆などの主穀生産に政策の重点が置かれた。その一方で綿、麻、紅花、菜種などの商品的生産物の畑作農業が領域経済の内部に商品経済として成立していた。しかし、蚕の餌となる桑の生産は、太閤検地帳に本畑に栽培され桑高が徴収されている例が散見されるものの、綿や菜種のような本畑化は幕末になっても容易には行われず、山桑、屋敷まわり、畑の畔、土堤などの利用や開拓地への植え付けが行われた。養蚕業の発達には地域差があり、特に乾燥地を好む蚕の性質から山間地が利用されたほか、浚渫した土砂を桑の肥料にして土地利用を行う海辺地、洪水時の土砂流出の防止の目的で桑を植栽し土地利用を行う河川流域などで発達した。
各藩での絹生産の奨励は、幕藩体制の初期から藩財政の健全化のための殖産として導入される例があったが、貨幣経済の進展によって貢租の増大を軽減するとともに労働力再生産の手段として特産品となる絹生産に力を入れる例が多くなった。
庄司吉之助は、近世から幕末にかけての蚕種、養蚕、製糸、織物の分化と結合には五つの形態がある（さらに内容的には15から16に細分される）としている。

### 近代
幕末の開港によって日本からの蚕種や生糸の輸出は一気に増加した。
日本では幕末頃、ヨーロッパでは微粒子病の大流行により蚕種業は大きな打撃を受けていた。そのためヨーロッパでは微粒子病に感染していない蚕種を日本や中国から盛んに輸入するようになり、日本の蚕種業は隆盛となった。特に横浜港は蚕種輸出の中心地となったが、1870年（明治3年）に蚕種価格が暴落し、翌1871年（明治4年）には蚕種価格をめぐる蚕種輸出事件が発生した。その後、1877年（明治10年）頃まで蚕種生産量は増加したが、大量の粗雑蚕種の混入の問題とヨーロッパでの技術革新による微粒子病の克服などで輸出蚕種業は打撃を受けたため、国内向けの蚕種生産に移行していった。
蚕種に代わって輸出の中心になったのが生糸で、製糸業は明治政府による富国強兵政策の下で生糸が外貨獲得の重要品目となったことで重要産業として位置づけられた。

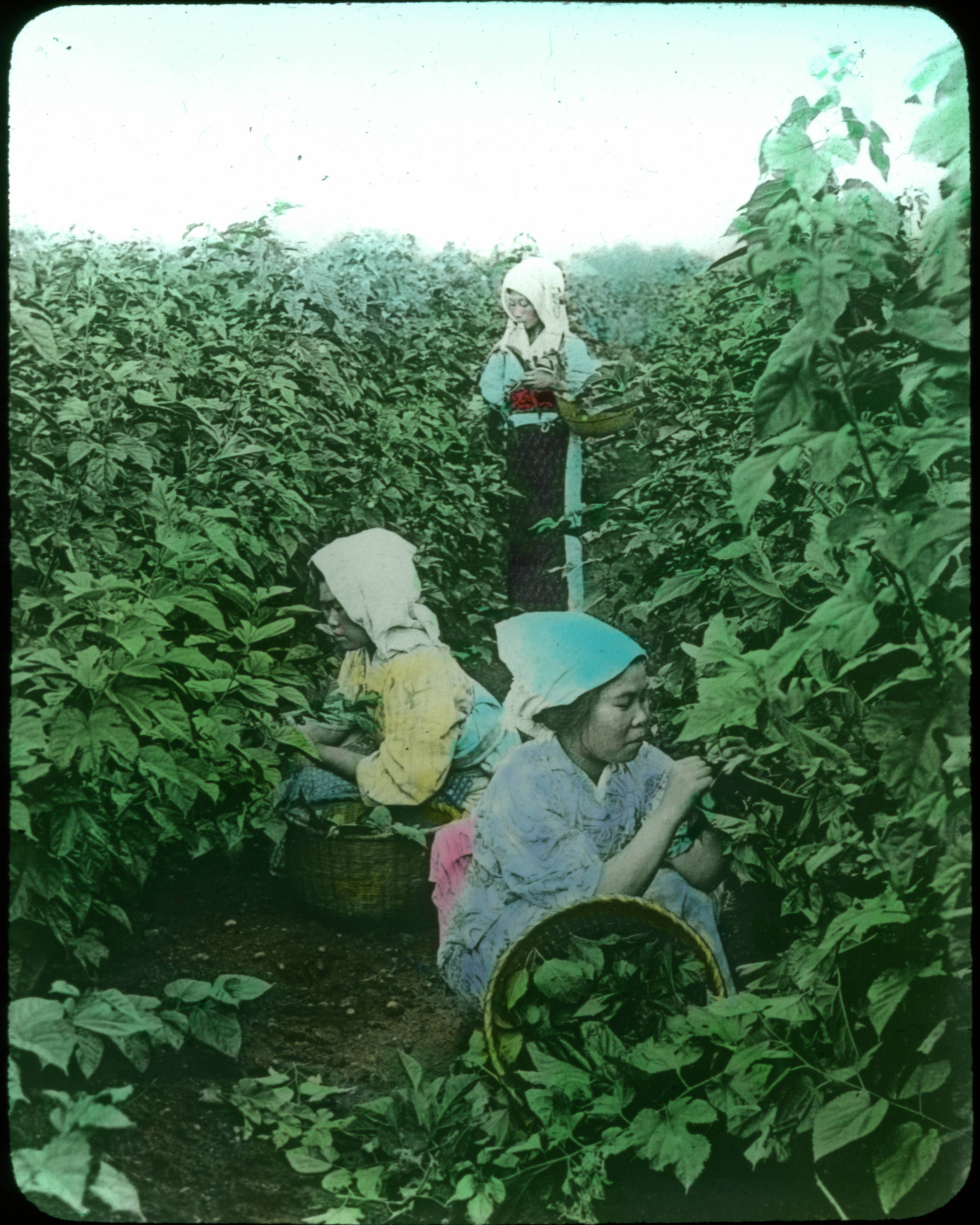
桑の葉を摘む
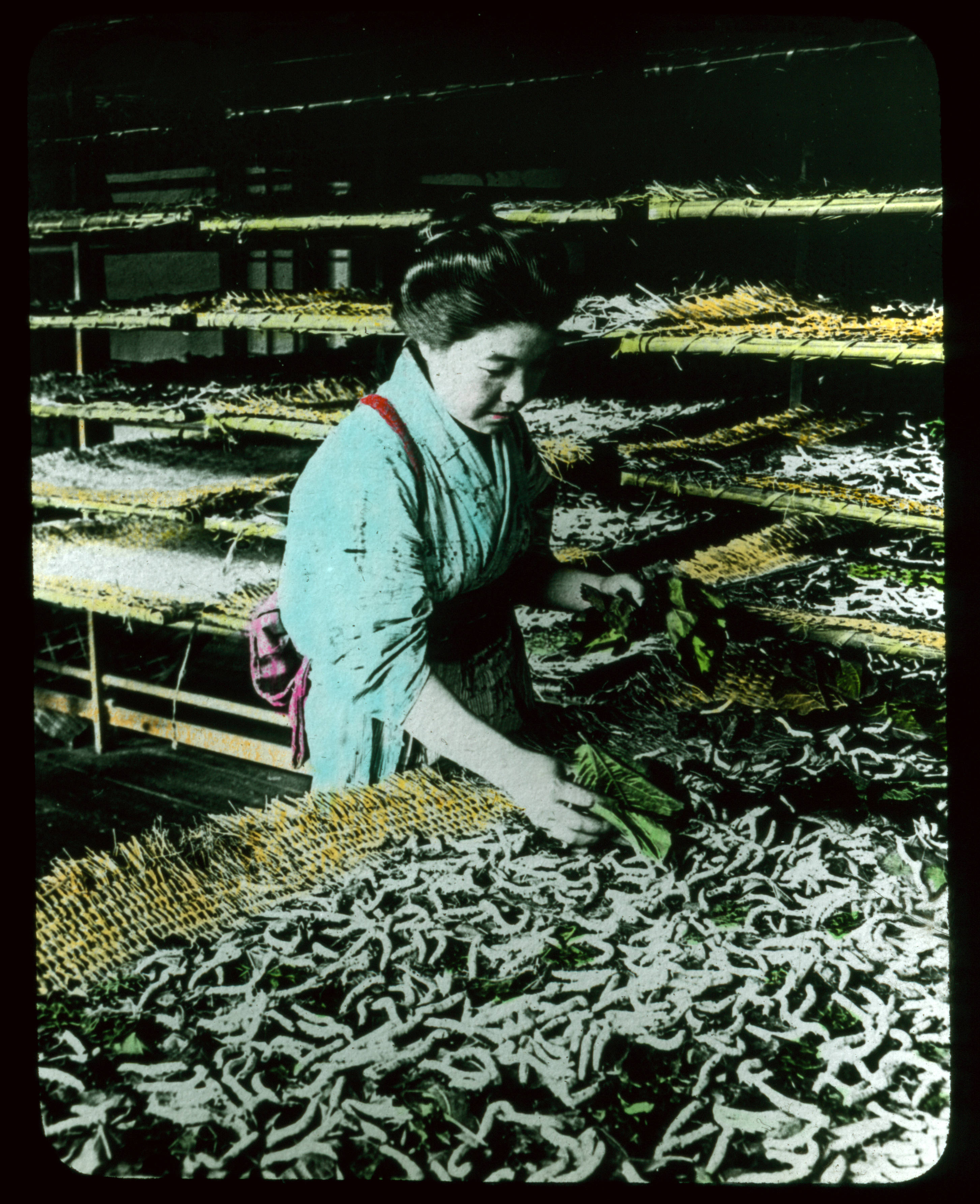
ある程度成長した蚕
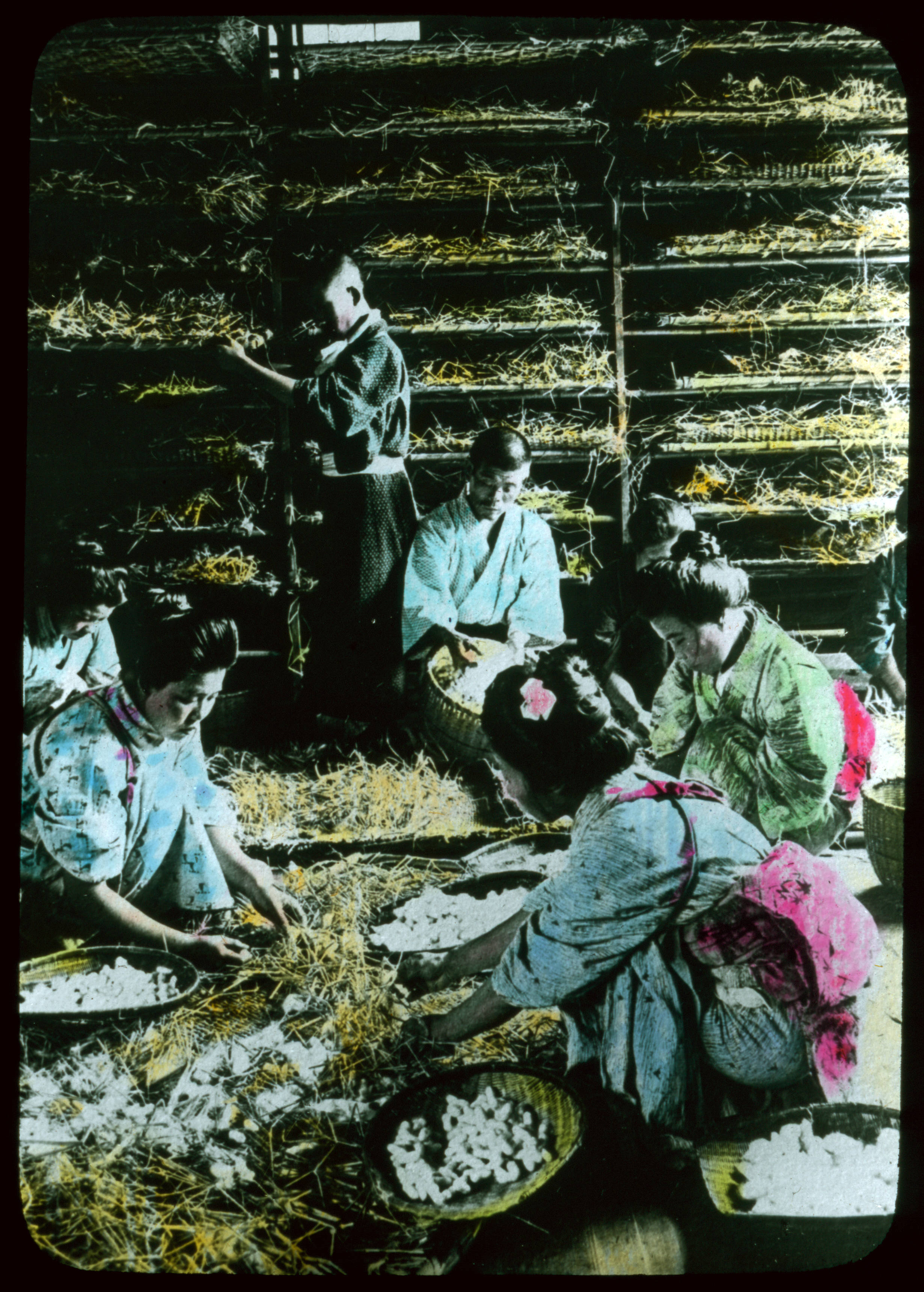
繭を回収する
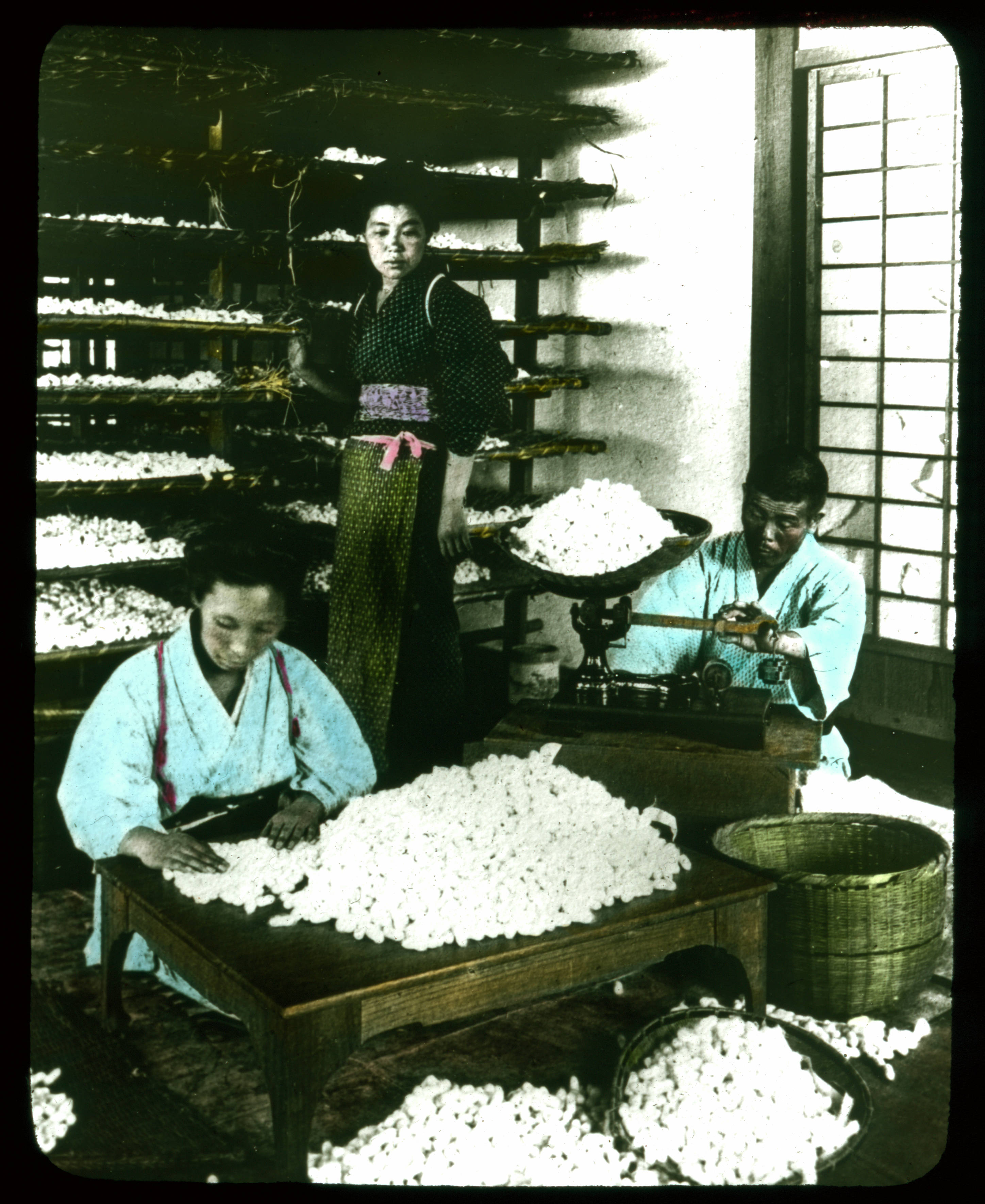
繭の選別
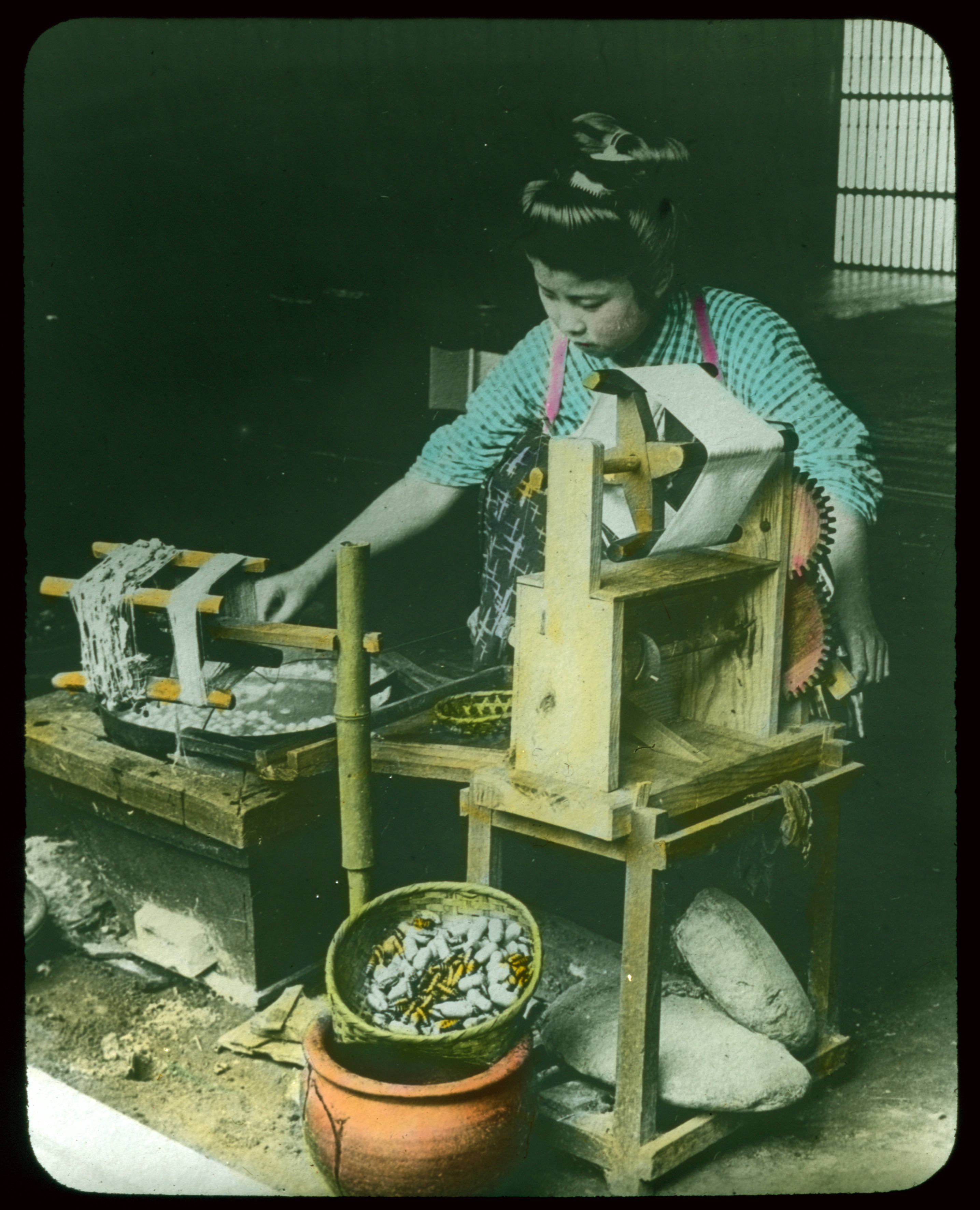
手作業による製糸
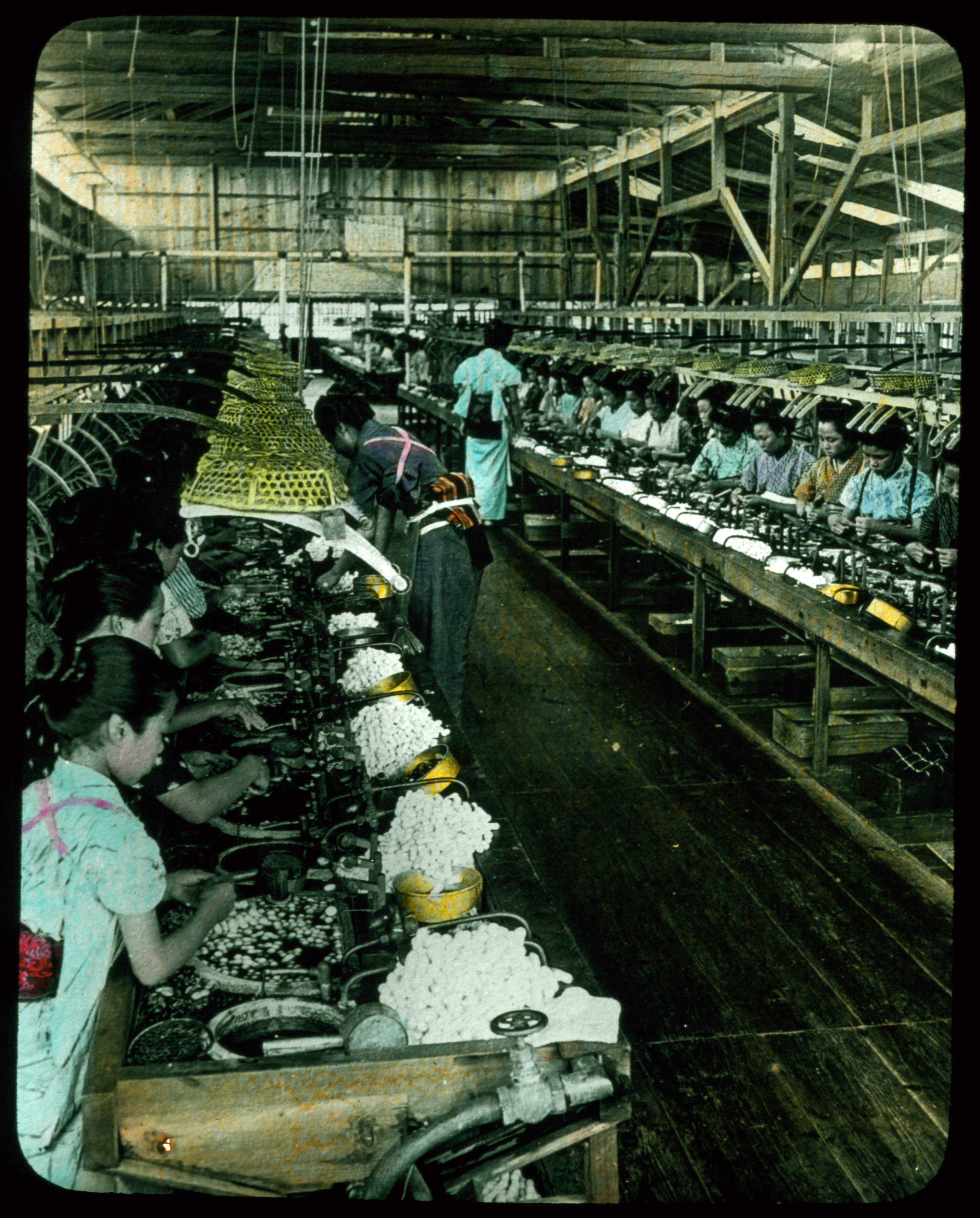
近代的な製糸工場
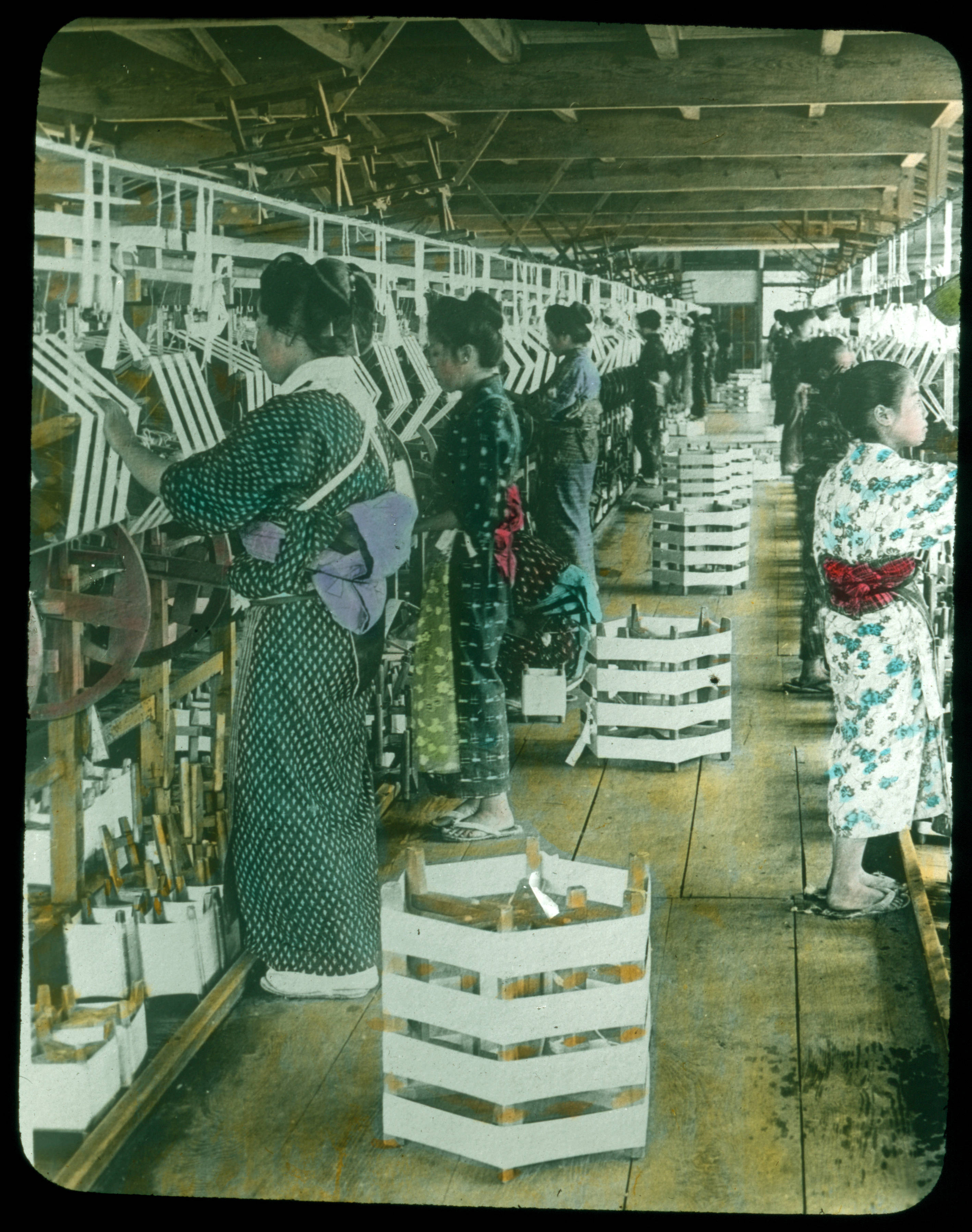
製糸工場内。枠に巻き取られた絹糸

1873年（明治6年）のウィーン万国博覧会は日本が初めて公式参加した万国博覧会となり、明治政府はこの博覧会をヨーロッパで技術を習得する好機ととらえ、樹芸、山林、園庭築造、製紙などとともに、養蚕、製糸、染色の分野で事務官や随行に技術伝習を行わせた。博覧会の終了後、1875年（明治8年）1月に博覧会事務局副総裁を務めた佐野常民は「襖国博覧会ノ事務復命大意書並附属書類」を正院に提出し、報告書（『襖国博覧会報告書』）を取りまとめることになった。『襖国博覧会報告書』の「蚕業部」は上下からなり、上は同年6月に佐野が提出した「蚕業織場勧興ノ報告書」から始まるが、その中で佐野は日本産の蚕卵紙の輸出の減少について、最大の原因は商人が目先の利益のために粗製濫造や詐欺に走って信頼を失った結果であるとし、信頼回復のために養蚕実験局を開設して養成した人材を養蚕地域に派遣し、養蚕が盛んな地方には「養蚕監導局」を置くべきと述べている。また、同報告書の「蚕業部」の下では、スイスやイタリアなどで養蚕家や製糸場などを視察した博覧会一級事務官の佐々木長淳の報告書が収められており、これらの佐々木の視察や調査をもとに新町紡績所が創設された。一方、佐々木はヨーロッパ視察後に蚕事学校の創設も建議していたが、予算の問題や佐々木が多忙になったこと、佐々木の後ろ盾になっていた大久保利通が紀尾井坂で暗殺される事件が発生したことなどが重なり蚕事学校の構想はいったん完全に消滅した。蚕事学校の構想は、1884年（明治17年）4月に農商務省所管の蚕病試験場が開設され、その後身として1896年（明治29年）年3月の蚕業講習所官制発布により日本初の国立の蚕業教育機関である蚕業講習所が設立されたことで実現した。
明治末期には器械製糸が座繰製糸の生産高を上回るようになるなど工業化が進み、1911年（明治44年）には蚕糸業法が公布された。
生糸は日本が開国して交易を始めた1859年（安政6年）から1933年（昭和8年）までの75年間、輸出総額の約4割を占める輸出品の第一位の地位にあった産品であった。
大正末期から昭和初期になると全国的には養蚕は縮小していったが、群馬県などでは大規模集約的養蚕経営により再度の発展がみられた。
しかし、昭和50年代には着物離れの顕在化により、桑園面積、養蚕戸数、繭生産量の減少がみられるようになった。そして1998年（平成10年）には蚕糸業法と製糸業法が廃止された。
日本国内での養蚕農家数、繭生産量は縮小しているものの、絹の産地である群馬県ではオリジナル蚕品種による「ぐんまシルク」のブランド化などに取り組んでいる。また、埼玉県で2003年（平成15年）から養蚕文化継承事業がスタートするなど養蚕文化の継承の取り組みも行われている。

#### 生糸検査所
近代、生糸貿易のための生糸検査所が貿易港に設けられていた。
- 国立生糸検査所
- 横浜生糸検査所
- 神戸市立生糸検査所

## 飼育
新たに種蚕を育て始めてから繭を取るまでの1サイクルを蚕期という。
蚕の飼育室を蚕室という。蚕の餌は桑の葉である。養蚕農家では貯桑は蚕室の隣室をあてることが多かった。

### 稚蚕と壮蚕
蚕の育成は種蚕（卵）を孵化させるところから始まるが、孵化した蚕を飼育箱に移して給桑を開始することを掃き立てと呼ぶ。
蚕の成育段階のうち主として1～3齢を稚蚕（稚蚕期）、それ以降の5齢までを壮蚕（壮蚕期）という（2齢までの蚕を稚蚕ということもある）。特に1齢幼虫は全身に毛があり「毛蚕（けご）」とも呼ばれる。稚蚕期に、特に低温にならない限り加温せず十分な換気を行う飼育法を清涼育、高温多湿の状態を保って飼育する方法を温暖育という（詳細は後述）。
蚕に桑の葉を与えることを給桑、蚕の糞（蚕沙）などを取り除くことを除沙（底かえ）という。蚕の飼育のため、ささ竹や割竹を板状に組んだものを蚕箔（さんぱく）といい、むしろ付きのものや蚕座紙を敷いて使用するものなどがある。蚕箔にむしろや蚕座紙を敷いたものを蚕座といい、蚕座には蚕網（さんもう）をかけるが、これは蚕が網の上へのぼる習性を利用して糞や食べ残した桑を容易に分離できるようにしたものである。なお、蚕箔を立体的に数段に分けて飼育できるようにした棚を蚕架または蚕棚という。
蚕は数日間桑を食べ続けると眠（みん）と呼ばれる脱皮前の静止期間に入る。その後、頭部から脱皮し、終齢（5齢）までに眠と脱皮を4回繰り返す。
蚕の成育とともに、主に飼育面積を拡大するために同じカゴ（場所）の内部で蚕座を広げることを拡座（かくざ）、飼育場所を拡大するために異なるカゴ（場所）に蚕座を分けることを分箔（ぶんぱく）という。

### 熟蚕と上蔟
蚕は5齢になり7日から8日間、桑を食べ続けると体が若干縮んで飴色になり繭を作ることができるようになる（熟蚕という）。繭を作る構造にした藁や紙でできた蔟（まぶし）に熟蚕を移す作業を上蔟という。
蔟（まぶし）には、枝蔟（えだまぶし）のほか、むかで蔟（むかでまぶし）、折藁蔟（おりわらまぶし）、縄巻蔟（なわまきまぶし）、平行蔟（へいこうまぶし）、区画蔟（くかくまぶし）などの種類がある。
繭は作り始めてから約2日でほぼ完成し、数日して蛹化したころに乾燥させる。

## 技術
養蚕における技術形態（飼育方法）には、近畿や信州、上州などを中心に全国的に行われた清涼育、奥州などで行われた温暖育、近江や信州などで行われた折衷育がある。これらの飼育方法の違いにより蚕具等にも顕著な違いがみられる。

### 清涼育
江戸時代に行われた一般的な方法で通風換気に重点をおいた方法で、十分な外気の取り入れを行い、摂氏15度から21度くらいの環境で飼育を行う。寒暖の差が飼育上意識されるようになったのは明和期以後とされ、全国的には清涼育が占めていた。
近代的養蚕飼育法としての清涼育を確立した人物に田島弥平がおり、田島は1872年（明治5年）に清涼育法を理論づける実践書『養蚕新論』を著した。

### 温暖育
火力を使用して蚕室を暖房することで成長を促進することに重点をおいた方法で、特に1齢から2齢までの蚕を摂氏28度から30度くらいの環境で飼育を行う。奥州では安永期以降に試験的に温暖育が行われ普及していった。蚕書によっては「火力育」や「温度飼」と呼ぶ方法がみられるが、これらは火力を用いることから温暖育と同じ方法とされている。
温暖育を指導した人物に八田達也などがおり、八田は1886年（明治19年）に『蚕事輯説』、1894年（明治27年）に『新撰養蚕書』を著した。

### 折衷育
各地で清涼育や温暖育の改良が行われ、両者を取り入れたものは折衷育と呼ばれたが、折衷育には清涼育に近いものや温暖育に近いものなど多種多様なものがあった
- 清温育（高山長五郎）[20]
- 一派温暖育（木村九蔵）[1]

## 建築

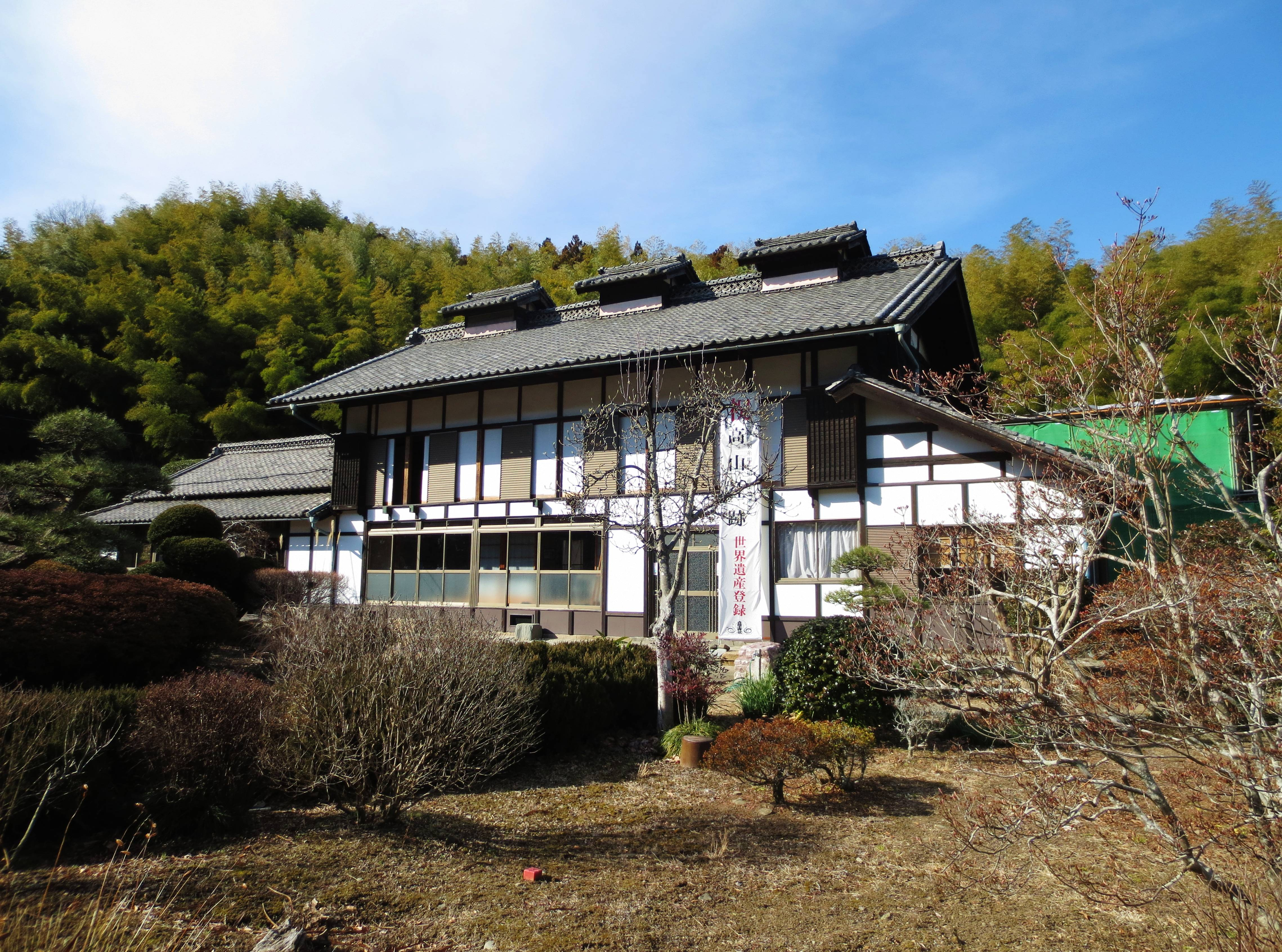
高山長五郎が主宰を勤めた養蚕伝習所「高山社」の蚕室建築。蚕室の換気のため、屋根にはヤグラが設けられている

養蚕の近代化で品質向上のため、養蚕農家では既存の建物を養蚕のために改良するだけでなく、建物に専用の蚕室が設けられるようになった。近代養蚕のために明治期から昭和初期にかけて建築された蚕室は「近代蚕室」と呼ばれることがある。蚕書では、このような蚕室を確保する方法として、改修養蚕母屋（既存の母屋の小屋裏や居間などを改修したもの）、新築養蚕母屋（新築の段階で天井に空気口など近代蚕室の設備を取り入れたもの）、改修付属屋蚕室（既存の納屋や蔵などを蚕室に改修したもの）、専用蚕室（母屋とは別に付属屋として蚕室を新築したもの）に分類する。
国の重要伝統的建造物群保存地区に選定され保存されている養蚕集落（町）は以下の5地区である。
- 群馬県中之条町の「六合赤岩」
- 石川県白山市の「白峰」
- 山梨県甲州市の「塩山下小田原上条」
- 長野県東御市の「海野宿」
- 兵庫県養父市の「大屋町大杉」

## 信仰と儀礼
養蚕は農家の収入にも大きく影響していたこともあり各地で養蚕信仰が行われた。以下は各地の養蚕信仰や養蚕儀礼である。
蚕影様
神社信仰では筑波山の蚕影山神社や埼玉県児玉郡神川町の金鑚神社の末社である蚕影山神社などがみられる。
繭玉飾り
農家で小正月に繭玉を飾って豊作を祈願する行事。餅花も参照。
タナオロシ
繭の出荷後に農家で家族や手伝いに来てくれた人を招いて行われた宴席。